# 波斯特湖
54°13′50″N 10°14′27″E / 54.23056°N 10.24083°E

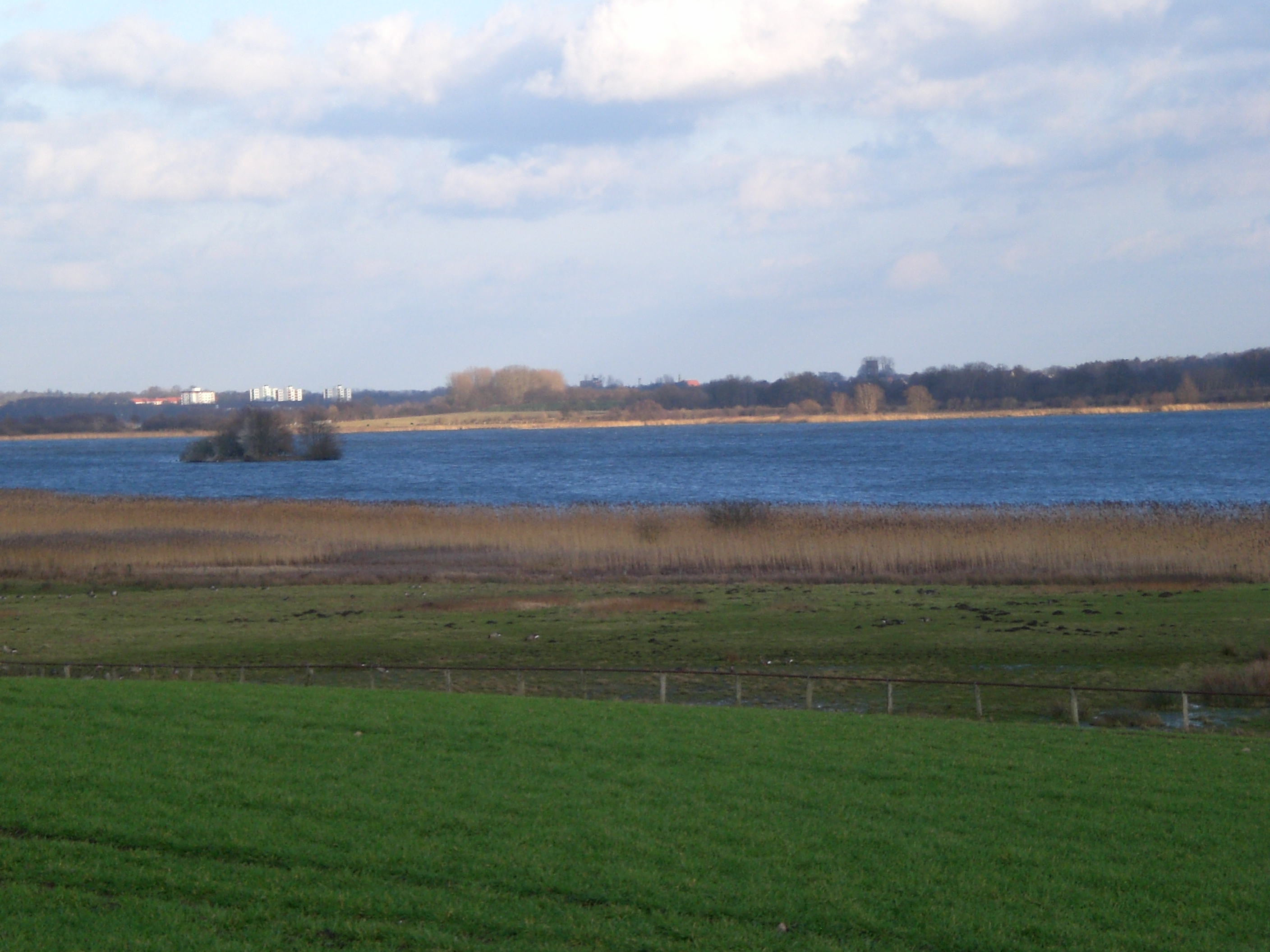

波斯特湖（德語：Postsee），是德國的湖泊，位於該國北部石勒蘇益格-荷爾斯泰因州，由普倫縣負責管轄，長4.8公里、寬1.2公里，面積2.76平方公里，海拔高度20.6米，平均水深3.9米，最大水深9.1米，湖岸線長度11.1公里。